# Thomas Joannes Stieltjes sr.

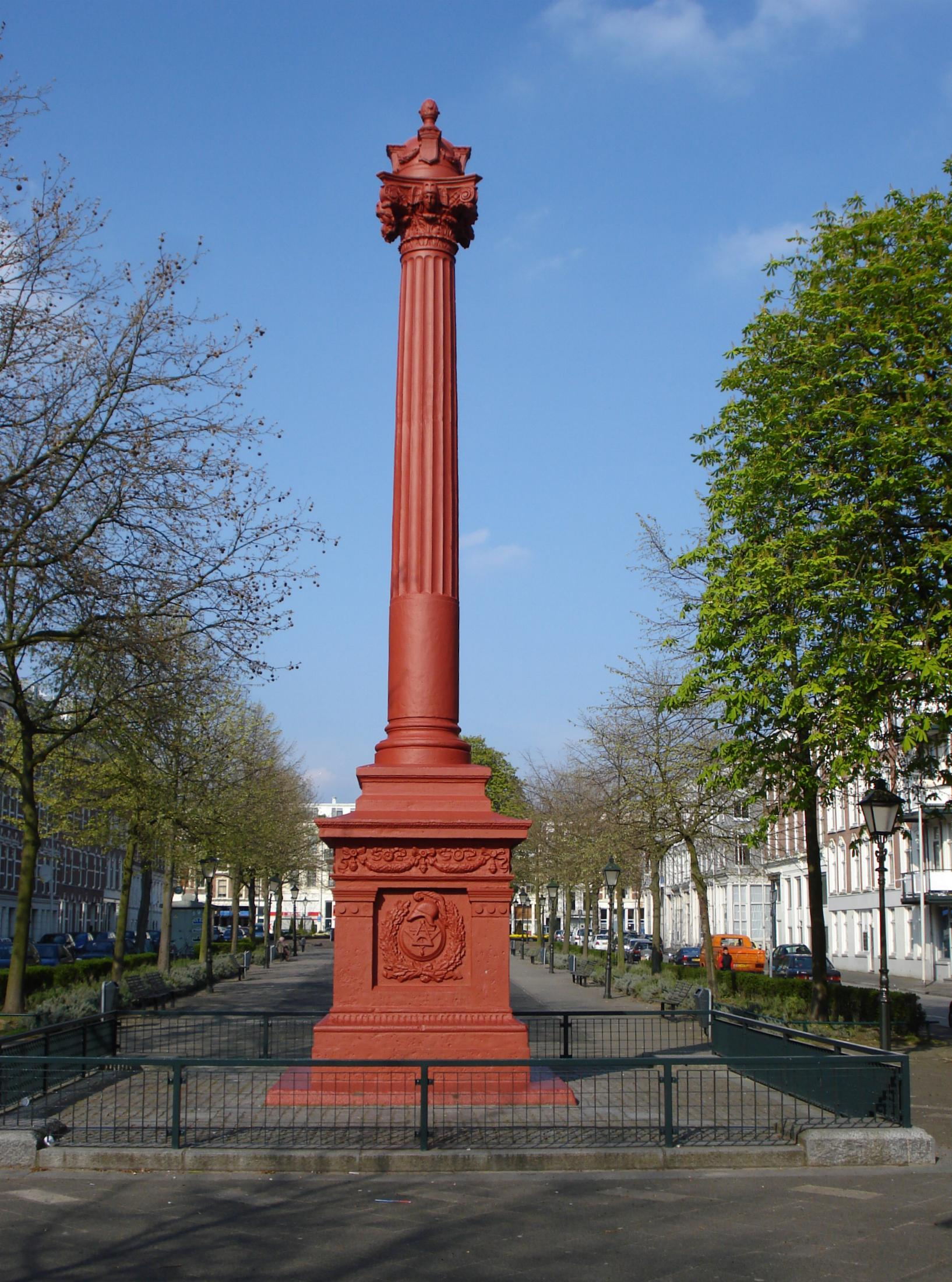
Stieltjesmonument, Burg. Hofmannplein, Rotterdam

Thomas Joannes Stieltjes (Leuven, 19 mei 1819 – Rotterdam, 23 juni 1878) was militair, waterstaatkundig ingenieur en liberaal Kamerlid van 1866 tot 1878. Zijn zoon, Thomas Joannes Stieltjes jr., was een beroemd wiskundige. Zijn tweede zoon Emil Hendrik Stieltjes was spoorwegingenieur en publicist van technische artikelen.

## Leven
Stieltjes had geen formele opleiding. Toen hij vijftien jaar oud was, gaf hij zich op als vrijwilliger bij de artillerie en in 1839 werd hij benoemd tot luitenant. Na het overlijden van koning Willem II in 1849 wilde Stieltjes geen eed zweren op koning Willem III, maar op de grondwet van 1848. Hij werd oneervol ontslagen. Dit ontslag werd elf jaar later omgezet in eervol ontslag. Stieltjes werd ingenieur bij de Overijsselsche Kanalisatie Maatschappij , waarvan hij later directeur werd.
Stieltjes was technisch adviseur van de Rotterdamsche Handelsvereeniging van Lodewijk Pincoffs. Hij wordt als de architect van de aanleg van de havens in Feijenoord ten zuiden van de Nieuwe Maas gezien, die de grote bloei van Rotterdam als havenstad mogelijk maakte.
In de Tweede Kamer was hij de deskundige woordvoerder over vestingen en andere defensiezaken.

## Onderscheidingen
In 1875 ontving hij een eredoctoraat van de universiteit van Leiden ter gelegenheid van het 300-jarig bestaan van de universiteit, en hij werd in 1868 benoemd tot lid Koninklijke Nederlandse Akademie van Wetenschappen (KNAW).

## Naar hem vernoemd
In Rotterdam zijn het Stieltjesplein en Stieltjesstraat naar hem vernoemd. Ook werd het Stieltjesmonument op het Noordereiland opgericht. In Drenthe is het Stieltjeskanaal, in Nijmegen de Stieltjesstraat en in Hilversum de Stieltjeslaan. In de wijk Vijfhoek te Deventer bevindt zich het Stieltjespad.